# Lluís Benejam i Agell
Lluís Benejam i Agell (* 27. Juli 1914 in Barcelona; † 28. März 1968 in Birmingham (Alabama)) war ein katalanischer Violinist,  Komponist und Musikpädagoge. Er trat besonders als Komponist für Kammermusik und Sardanas hervor.

## Leben und Werk
Lluís Benejam erhielt seine erste musikalische Ausbildung von seiner Mutter. Er studierte am Conservatori Superior de Música del Liceu in Barcelona, dessen späterer Lehrer er später wurde.
1942 wurde Lluís Benejam Mitglied des Quartetts Labor Artis, das später in Quartet de Corda de Barcelona umbenannt wurde. Seit 1944 wirkte er als erster Geiger der Orquestres Municipal de Barcelona wie auch des Orchesters des Liceu. Er war Mitglied des Orquestra Ardèvol. Er wirkte in zahlreichen Kammerensembles mit und gab zahlreiche Violinkonzerte.
Abseits der avantgardistischsten Strömungen der Zeit komponierte er seine ersten Werke, darunter ein erstes Streichquartett (1950), drei Stücke für Oboe und Streichquartett (1951), eine Sonate für Violine und Klavier (1951), ein Quintett für Blasinstrumente (1953), die Dichtung für Streichorchester, das 1953 den Musikpreis der Stadt Barcelona gewann sowie mehrere Lieder.
1954 zog er auf den Ruf des Ecuadorianers Ernest Xançó zusammen mit Roberto Plaja und dem Geiger José Rodríguez de la Fuente nach Quito. Dort gründeten alle Vorgenannten mit Unterstützung der ecuadorianischen Regierung das Cuarteto Nacional Ecuatoriano mit Ernesto Xancó (Violoncello), José Rodríguez de la Fuente (Viola) sowie Roberto Plaja (Violine) und Lluís Benejam (Violine). Mit der Zeit entwickelte sich das Cuarteto Nacional Ecuatoriano zum Kristallisationskern des Orquestra Simfònica Nacional de l’Equador, dessen Konzertmeister und stellvertretender Dirigent Lluís Benejam war.
In Ecuador komponierte Lluís Benejam sein zweites Quartett (1956) und ein Konzert für Streichorchester (1956). Aufgrund der schwierigen politischen Situation in dem mittelamerikanischen Land emigrierte er 1959 mit Rodríguez de la Fuente in die USA und ließ sich in Birmingham (Alabama) nieder, wo er nach seiner Promotion in Musik an der dortigen Universität (Alabama College) als Lehrer wirkte. Er wurde dort zum Professor für Komposition und Instrumentation ernannt.
Lluís Benejam wirkte auch als Konzertmeister und stellvertretender Dirigent des Birmingham Symphony Orchestra. In dieser Phase intensivierte er seine kompositorische Tätigkeit. Er schuf vier Präludien für Blasinstrumente (1962), ein Konzert für Violine und Orchester (1963), ein Konzert für Oboe und Orchester (1965), ein Konzert für Saxophon und Orchester (1967), die Lorqueña nach einem Gedicht von Federico García Lorca für Rezitator und Orchester sowie die Fantasie über die erste Seligpreisung.
Hervorzuheben sind auch Benejams Violintrio und zahlreiche Werke für Gesang und Klavier sowie weitere kammermusikalische Werk.
Kurz vor seinem Tod wurde Lluís Benejam zum Professor am Brevard Music Center und an der University of Montevallo in Alabama ernannt, deren Musikbibliothek posthum nach Lluís Benejam benannt wurde.